# Шафиа Ахмед аш-Шейх
Ша́фиа (аш-Шафи) Ахмед аш-Шейх (англ. Alshafi Ahmed Elshikh, араб.  الشفيع أحمد الشيخ‎; 2 мая 1924, Шенди ‒ 26 июля 1971, Хартум) — деятель суданского и международного рабочего движения.

## Биография
Родился в городе Шенди в семье племени джа’алин. Окончил ремесленное училище в городе Атбара, работал рабочим-железнодорожником и в железнодорожных мастерских.
Принимал активное участие в рабочем и коммунистическом движении страны. В 1947 году участвовал в создании первого в Судане профсоюза железнодорожников, стал его генеральным секретарём и заложил основы будущей Всеобщей федерации рабочих профсоюзов Судана (Союза рабочих Судана), в 1948 году был назначен помощником генерального секретаря проффедерации. С 1950 года секретарь, а затем генеральный секретарь Всеобщей федерации рабочих профсоюзов Судана.
С 1946 года состоял членом Суданской коммунистической партии (СКП). В 1951 году был избран членом Центрального комитета партии, а затем секретарём ЦК и членом Политбюро ЦК СКП. За свою деятельность неоднократно подвергался репрессиям со стороны властей, арестам и тюремному заключению (так, за сопротивление военному режиму Ибрахима Аббуда был приговорён к пяти годам тюрьмы в 1959 году).
В 1957 году в 33-летнем возрасте стал вице-председателем Всемирной федерации профсоюзов, превратившись в одного из самых молодых рабочих лидеров в международном профсоюзном движении. Находясь в тюрьме, был награждён Международной медалью мира, которую смог получить после освобождения в 1964 году, когда 55 профсоюзов вновь избрали его помощником генерального секретаря Федерации рабочих профсоюзов Судана.
Когда после Октябрьского восстания было сформировано переходное правительство Сирра аль-Хатима аль-Халифы, Шафиа как представитель рабочего класса был назначен министром Объединённого национального фронта на период с октября 1964 по февраль 1965 года; его супруга Фатима Ахмед Ибрахим также заняла министерскую должность (по квоте Союза суданских женщин).
С 1965 года Шафиа — член Всемирного Совета Мира. С июня 1967 года возглавлял Суданский комитет защиты прав арабских народов, сформированный в ответ на Шестидневную войну. В 1970 году награждён Международной Ленинской премией «За укрепление мира между народами» за 1968 и 1969 годы.
В 1971 году после переворота группы левонастроенных офицеров и контрпереворота суданские власти генерала Джафара Мухаммеда Нимейри обвинили Шафиа и других представителей руководства коммунистической партии (таких, как Абд аль-Халик Махджуб и Джозеф Гаранг) в причастности к попытке государственного переворота и казнили по приговору военного трибунала. Перед повешением сам накинул на себя верёвку и провозгласил: «Да здравствует суданский народ! Да здравствует рабочий класс!».